# المطینه
المطینة (به عربی: المطینة) یک منطقهٔ مسکونی در امارات متحده عربی است که در دبی، امارات واقع شده‌است.